# T'edj
Le t'edj, ou tedj (daadii en oromo, mes/ሜሰ en tigrinya), est un hydromel éthiopien et érythréen parfumé aux feuilles et aux bourgeons de gersho (Ramnus prinoides), une plante utilisée comme le houblon. Le t'edj est habituellement servi dans une carafe ronde appelée bérélé. Sa saveur douce masque sa teneur en alcool, qui varie selon son degré de fermentation.
Il peut entrer dans la composition de l’awaze ou delleh, une sauce pimentée. 

## Source
- (en) Bea Sandler. The African Cookbook. Diane & Leo Dillon (Illust.). New York: Carol Publishing Group, 1993 (version électronique consultée le 16 juin 2007).